# Увальная Бития
Увальная Бития — деревня в Саргатском районе Омской области. Административный центр Увалобитиинского сельского поселения.

## История
В 1890 году на средства прихожан в селе выстроена деревянная однопрестольная церковь во имя Святого Великомученика Дмитрия Солунского К ней же была приписана деревянная церковь в селе Нижняя Бития, построенная в 1877 году. В 1900 году численность населения составляла 3974 человек, из них: 1990 — мужского пола, 1984 — женского. В 1928 году состояло из 184 хозяйств, основное население — русские. В административном отношении село являлось центром Увалобитиинского сельсовета Саргатского района Омского округа Сибирского края.

## Население
| 1926 | 2010 |
| ---- | ---- |
| 885  | ↘601 |

## Улицы
| - ул. Береговая, - ул. Зелёная, - ул. Лесная, - ул. Подгорная, | - ул. Спортивная, - ул. Трактовая, - ул. Центральная, - ул. Школьная. |